# استنلی راسیتر بندیکت
استنلی راسیتر بندیکت (انگلیسی: Stanley Rossiter Benedict؛ ‏ ۱۷ مارس ۱۸۸۴ – ۲۱ دسامبر ۱۹۳۶) شیمی‌دان و متخصص بیوشیمی و سوخت‌وساز اهل ایالات متحده آمریکا بود. شهرت او به‌واسطهٔ کشف واکنشگر بندیک است، محلولی که نشانگر حضور قندهای احیاکننده است که شامل همهٔ منوساکاریدها و بسیاری از دی‌ساکاریدها مثل لاکتوز و مالتوز می‌شود.
او در سال ۱۹۱۴ با روث فولتون ازدواج کرد. با این حال، ازدواج آنها به دلیل ناتوانی آنها در بچه دار شدن، حرفه نویسندگی روث و رابطه عاشقانه پنهانی همسرش با دوست و همکار زنش مارگارت مید (که در نهایت منجر به جدایی آنها در سال ۱۹۳۰ شد)، دچار تنش بود.